# Karla Colón
Karla Colón (23 aprile 1984) è una pallavolista portoricana, palleggiatrice nelle Criollas de Caguas.

## Carriera

### Club
La carriera di Karla Colón inizia nella stagione 2002, quando debutta nella Liga de Voleibol Superior Femenino con le Vaqueras de Bayamón, che lascia già nella stagione seguente, approdando alle Chicas de San Juan. Dopo un'annata di inattività, torna in campo nel campionato 2005 con le Vaqueras de Bayamón, per poi saltare il campionato successivo.
Rientra in campo nella stagione 2007, quando si aggiudica lo scudetto con le Valencianas de Juncos, che lascia nella stagione seguente per approdare per tre annate alle Mets de Guaynabo. Dopo un nuovo periodo di inattività, per la Liga de Voleibol Superior Femenino 2012 firma per le Criollas de Caguas, dove gioca per due annate, prima di ritornare nella stagione 2014 alle Mets de Guaynabo.
Nel campionato 2015 approda alle Leonas de Ponce, che lascia già nel campionato successivo per approdare alle neonate Capitalinas de San Juan, dove milita anche nella LVSF 2017. Torna in campo nella Liga de Voleibol Superior Femenino 2019 con le Criollas de Caguas, conquistando il suo secondo scudetto. Fa ritorno alla franchigia di Caguas poco dopo l'inizio del campionato 2020.

## Palmarès

### Club
- Campionato portoricano: 2

2007, 2019